# Leslie Hayman
Leslie Hayman (Angwin, 1978) è un'attrice statunitense.

## Biografia
Ha debuttato al cinema nel 1999 nel film Il giardino delle vergini suicide nella parte di una delle cinque sorelle Lisbon.